# Leucanopsis nayapana
Leucanopsis nayapana là một loài bướm đêm thuộc phân họ Arctiinae, họ Erebidae.